# Mauling

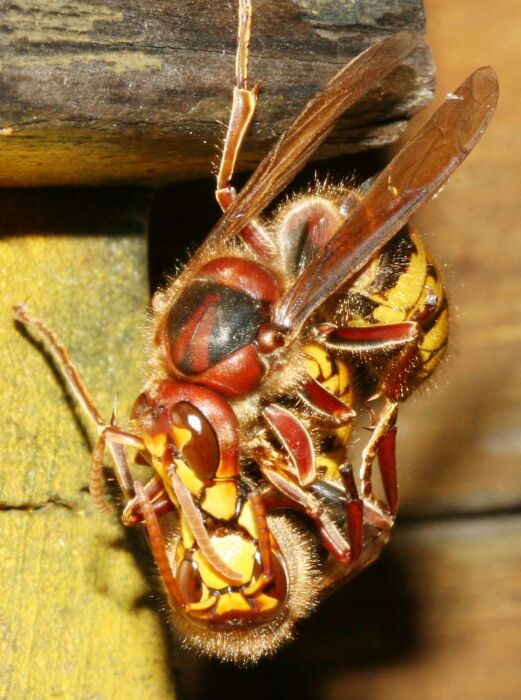
Dieser Kommentkampf (Mauling) zweier weiblicher Hornissen dauert zum Zeitpunkt der Aufnahme bereits über 15 Minuten.

Als Mauling werden die Rangordnungskämpfe zwischen den Arbeiterinnen eines Hornissen- oder Wespenvolkes bezeichnet, bei dem eine Hierarchie aufgebaut wird, ähnlich der Hackordnung bei Hühnern. Der Begriff entstammt der englischsprachigen Fachliteratur; to maul bedeutet „übel zurichten“, „misshandeln“.
Beim Mauling beknabbern sich die kämpfenden Tiere gegenseitig heftig. Die rangniedrigere Arbeiterin signalisiert dabei stets ihre „Unterwürfigkeit“. Das Mauling ist eine spezialisierte Form des Kommentkampfes.